# هانا-باربيرا للإنتاج
هانا-باربيرا للإنتاج الفني (بالإنجليزية: Hanna-Barbera Productions, Inc)‏ المعروفة باسم هانا-باربيرا والتي يشار إليها أيضا باسم باختصار H-B ، ويعرف أيضا باسم هانا - بابيرا للرسوم المتحركة. هي شركة أمريكية سابقة كانت تهتم بصناعة رسوم متحركة كانت شركة مستقلة تأسيسها سنة 1957 أسسها ويليام هانا وجوزيف باربيرا أهم الأعمال فلينستون وذا جتسونز وسكوبي دو ويوغي بير .

## التأسيس

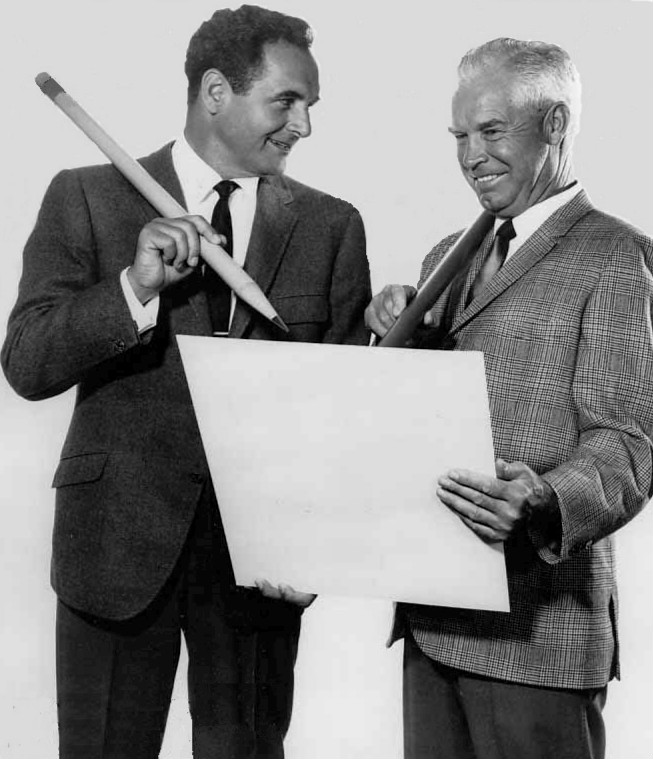
صورة لبيل هانا (يمين) وجوزيف باربيرا من برنامج تلفزيوني خاص للعرض الأول لبرنامجهما التلفزيوني Secret Squirrel and Atom Ant

### توم وجيري وولادة الاستوديو (1939-1957)
التقى ويليام ديبني "بيل" حنا، وهو من مواليد ميلروز، نيو مكسيكو وجوزيف رولاند "جو" باربيرا، المولود من أصل إيطالي في مدينة نيويورك، لأول مرة في استوديو مترو غولدوين ماير (MGM) في عام 1939، أثناء العمل في وحدة قسم الرسوم المتحركة رودولف إيسينج الخاصة للشركة MGM. مع عمل كلاهما في استوديوهات أخرى منذ أوائل الثلاثينيات، عزز الاثنان شراكة استمرت ستة عقود.أول فيلم لهم معًا بعنوان Puss Gets the Boot الذي رشح لجائزة الأوسكار، والذي ظهر فيه قط يدعى توم (المسمى «جاسبر» في ظهوره الأول) وفأر جيري، تم إصداره في عام 1940 وكان بمثابة الإدخال الأول في سلسلة الأفلام الكوميدية القصيرة لـتوم وجيري.
وعملوا كمخرجين للأفلام القصيرة لمدة 20 عامًا، وأشرف حنا على الرسوم المتحركة بينما قام باربيرا بالقصص وما قبل الإنتاج. فازت سبعة بجائزة الأوسكار لأفضل موضوع قصير (كارتون) بين عامي 1943 و 1953، وتم ترشيح خمسة أفلام قصيرة إضافية للجائزة خلال هذه الفترة. ومع ذلك، تم منح جوائز الأوسكار للمنتج فريد كويمبي، الذي لم يشارك في التطوير الإبداعي للافلام القصيرة. تشمل المشاريع الأخرى التي قام بها الثنائي لـ MGM متواليات لايف أكشن مع أنميشن لـ رفع المرسى وخطير عند البلل (بالإنجليزية: Dangerous When Wet)‏ ودعوة للرقص(بالإنجليزية: Invitation to the Dance)‏ وضابط بوش (بالإنجليزية: Officer Pooch)‏
وكلاب الحرب (بالإنجليزية: War Dogs)‏و جوود ويلل تو مان (بالإنجليزية: Good Will to Men)‏ الإصدار عام 1955 هو ريميك لفيلم السلام على الأرض (بالإنجليزية: Peace on Earth)‏ الصادرة سنة 1939.
مع تقاعد كويمبي في عام 1956 , أصبح حنا وباربيرا المنتجين المسؤولين عن إنتاج الرسوم المتحركة بـاستديوهات MGM . بالإضافة إلى الاستمرار في كتابة وإخراج مزيد من الأفلام القصيرة لـتوم وجيري الجديدة. أشرف حنا وباربيرا على آخر سبعة أفلام قصيرة من سلسلة دروبي من تأليف تيكس أيفري. وأنتجوا وأخرجوا مسلسل قصير الأمد لتوم وجيري سبايك وتايك .
خلال عامهم الأخير في MGM ، طوروا مفهوماً لبرنامج تلفزيوني رسوم متحركة جديد حول ثنائي قطة وكلب في مغامرات مختلفة. بعد أن فشلوا في إقناع الاستوديو بدعم مشروعهم، عرض مدير الفني جورج سيدني، الذي عمل مع هانا وباربيرا في العديد من ميزاته المسرحية لـ MGM ، العمل كشريك أعمالهم وأقنع سكرين جيمز، وهو إنتاج تلفزيوني شركة تابعة لكولومبيا بيكتشرز، لعقد صفقة مع المنتجين. حددت قرعة عملة أن حنا ستكون لها الأسبقية في تسمية الاستوديو الجديد. استحوذ هاري كون، رئيس شركة كولومبيا بيكتشرز، على نسبة 18٪ في شركة هانا-باربيرا الجديدة.
أصبح سكرين جيمز موزع الاستوديو الجديد ووكيل الترخيص الخاص به، حيث قام بتسويق الشخصيات من برامج الرسوم المتحركة. في 7 يوليو 1957، بعد عام واحد من إغلاق استوديو الرسوم المتحركة MGM. أصبحت سيدني والعديد من خريجي سكرين جيمز أعضاء في مجلس إدارة الاستوديو والعديد من موظفي الرسوم المتحركة السابقين في MGM - بما في ذلك رسامي الرسوم المتحركة كارلو فينشي وكينيث موس ولويس مارشال ومايكل لاه وإد بارج وفنانا التخطيط إد بيندكت وريتشارد بيكنباخ - أصبحوا طاقم إنتاج جديد.
كان هويت كيرتن مسؤولاً عن تقديم الموسيقى بينما انضم العديد من فناني الأداء الصوتي، مثل بيني سينغلتون، بول وينشل، جانيت والدو، آلان ريد، هنري كوردن، جان فاندر بيل، فرانك ويلكر، أرنولد ستانغ، مارفن كابلان، ألان ملفين، بي بيناديرت، جوون فوراي، جيري جونسون، لوسيل بليس، كايسي قاسم، غاري أوينز، سكاتمان كروذرس، جورج أوهانلون، داوس بتلر، دون ميسيك، جولي بينيت، ميل بلانك، هوارد موريس، جون ستيفنسون، هال سميث، تيم ماثيسون .

### رسوم متحركة سيت كوم والنجاح (1957–1969)
تم إنشاء استوديو تحت الاسم (H-B Enterprises) كان من الأوائل استوديو رسمي للرسوم المتحركة ينجح في إنتاج الرسوم المتحركة حصرياً للتلفزيون، وبعد إعادة بث كبرمج للرسوم المتحركة، تم عرض أول برنامج تلفزيوني أصلي راف وريدي شو (بالإنجليزية: The Ruff and Reddy Show)‏، على قناة إن بي سي في 14 ديسمبر 1957. البرنامج التالي تم عرض هكوبيري هوند شو لأول مرة في 29 سبتمبر 1958 وتم بثه في معظم محطات قبل وقت الذروة. حققت نجاحاً حيث قدمت مجموعة جديدة من الشخصيات الرسوم المتحركة للجماهير، هم هكوبيري هوند وبيكسي وديكسي والسيد جينكس ويوغي بير، وكانت أول سلسلة رسوم متحركة تفوز بجائزة إيمي.
بدأ الاستوديو في التوسع بسرعة بعد نجاحه الأولي وانضم العديد من خريجي صناعة الرسوم المتحركة - لا سيما رواة القصص الرسوم المتحركة السابقون في شركة وارنر براذرز مايكل مالتيز ووارن فوستر، الذين أصبحوا كتّاب رئيسيين جدد للاستوديو - إلى فريق العمل في هذا الوقت، جنباً إلى جنب مع جو روبي وكين سبيرز كمحرر أفلام وإيوو تاكاموتو كمصمم شخصيات. بحلول عام 1959، أعيد الاسم تأسيس H-B Enterprises إلى اسم الجديد Hanna-Barbera Productions، Inc. وأصبحت ببطء رائدة في إنتاج الرسوم المتحركة التلفزيونية منذ ذلك الحين. تبع ذلك العام عرض ذا كويك دراو ماكجرو شو ولوبي دي لوب .
تم عرض فلينستون لأول مرة على إن بي سي في وقت الذروة في عام 1960 حظي المسلسل بشهرة عالمية واسعة واستمر النجاح برامج الاستوديو في عقد الستينات مثل ذا يوغي بير شو وتوب كات وذا جتسونز وجوني كويست وأين أنت سكوبي دو!.

## قائمة رسوم المتحركة

### من 1957 إلى 1969
عقد 1950
- راف وريدي شو - 1957
- هكوبيري هوند شو
- ذا يوغي بير شو
- بيكسي وديكسي والسيد جينكس
- ذا كويك دراو ماكجرو شو
- أوجي دوغي ودادي دوغي

عقد 1960
- فلينستون
- توب كات
- ذا جتسونز
- مرحبا، إنه الدب يوغي!
- مغامرات سندباد الإبن
- هذا الرجل اسمه فلينستون
- أين أنت سكوبي دو!

عقد 1970
- شارلوت ويب
- أبطال الدراجات النارية
- القرش مانتالو

عقد 1980
- السنافر
- مغامرات دنكي
- شناكل
- حكاية العمالقة
- يوغي والبحث عن كنز
- عائلة عبقري
- فوفر
- جرو اسمه سكوبي دو

عقد 1990
- أطفال الكهف
- فرسان الكوكب
- يو يوغي!
- أبناء توم وجيري
- دروبي دريبل
- تو ستيوبد دوغس
- سوات كاتس: الأسطول الرائع
- مختبر دكستر
- جوني برافو
- البقر والدجاج
- سكوبي دو وشبح الساحرة
- أنا ويزل
- فتيات القوة

## وصلات خارجية
- هانا-باربيرا للإنتاج على موقع IMDb (الإنجليزية)
- هانا-باربيرا للإنتاج على موقع الموسوعة البريطانية (الإنجليزية)
- Hanna-Barbera على موقع واي باك مشين (archive index)
- Hanna-Barbera على موقع واي باك مشين (archive index)
- Hanna-Barbera Productions at قاعدة بيانات الأفلام على الإنترنت